# Абдул Кадир (броненосец)
«Абдул Кадир» (тур. Abdülkadir) — первый эскадренный броненосец, заложенный для турецкого флота. Начат постройкой в 1892 году на верфи в Константинополе. Из-за финансовых проблем и промышленной слабости Турции постройка корабля велась очень медленно и броненосец так и не был спущен на воду. В 1904 году броненосец предполагали достроить по улучшенному проекту, но из-за деформации корпуса работы так и не были завершены. Разобран на стапеле в 1914 году.

## История
В 1890-х, турецкий флот начал новую программу перевооружения. Согласно ей, предполагалось построить для флота новый эскадренный броненосец, два бронепалубных и броненосных крейсера. Примечательно было то, что вся эта программа должна была реализовываться на турецких верфях усилиями турецкой промышленности.
Наиболее крупным среди заложенных по программе кораблей, был эскадренный броненосец «Абдул Кадир», заказ на постройку которого был размещён ещё в 1890 году.

## Конструкция
Согласно первоначальному проекту «Абдул Кадир» должен был быть небольшим, но вполне боеспособным эскадренным броненосцем, водоизмещением около 8230 тонн. Его полная длина составляла 103,6 метра, ширина — 19,8 метра, осадка — 7,16 метра. Корабль строился под влиянием французской школы кораблестроения и имел характерный завал бортов внутрь в верхней части.
Броненосец приводился в движение двумя поршневыми паровыми машинами, общей мощностью (оценочно) в 12000 л. с. Предполагалось, что корабль сможет развить скорость до 18 узлов. Запас угля должен был составлять 600 тонн.
Вооружение «Абдул Кадира» состояло из четырёх 283-миллиметровых орудий Круппа в носовой и кормовой спаренных барбетных установках, пушки были аналогичны используемым на броненосцах «Бранденбург». Барбеты прикрывались сверху щитами. Вспомогательное вооружение должно было состоять из шести 150-мм орудий в казематированных установках (по три на борт) и противоминной артиллерии в составе восьми 87-мм орудий и восьми 37-мм орудий. Также корабль должен был быть оснащён шестью надводными торпедными аппаратами и тараном.
Бронирование корабля состояло из сплошного сталежелезного пояса по ватерлинии, толщиной до 229 миллиметров и высотой в два метра. Барбеты орудий защищались 152-мм бронёй. Выпуклая броневая палуба, соединявшаяся краями с нижней кромкой пояса, усиливала защиту корабля и имела толщину до 64 мм. Перпендикулярные переборки имели толщину до 102 мм.
В ходе затянувшейся постройки, проект корабля был пересмотрен. В 1904 году, корабль предполагалось достроить как броненосный крейсер, с главным вооружением из четырёх 203-мм орудий в башенных установках, десяти 120-мм скорострельных орудий (в казематах и на палубе), десяти 76-мм противоминных орудий и десяти 37-мм противоминных орудий. Также предполагалось установить четыре поворотных торпедных аппарата.
В целом, «Абдул Кадир» представлял собой сочетание элементов британской (выпуклая броневая палуба, барбетное расположение орудий) и французской (сплошной пояс по ватерлинии, завал бортов в верхней части) школ кораблестроения.

## Строительство
Корабль был заложен на верфи ВМФ в Константинополе в 1892 году. Работы поначалу велись весьма активно, но ввиду ухудшившегося экономического положения Турции (греко-турецкая война 1897 года) работы на почти всех кораблях программы 1890 года были приостановлены. К этому времени корпус броненосца был уже сформирован и готов к спуску на воду.
За последующие шесть лет, работы на корабле велись крайне медленно, только главный броневой пояс был установлен. В 1904 году, был предложен план достройки корабля по усовершенствованному проекту. Однако, когда инженеры приступили к оценке корпуса, выяснилось, что кильблоки ушли в мягкий грунт, и корпус корабля безнадёжно деформировался. Хотя некоторые работы на корпусе велись до 1911 года, достройка корабля была, очевидно, невозможна, и в 1914 году «Абдул Кадир» был разобран на стапеле.